# François Cante-Pacos
François Cante-Pacos, né en 1946 à Paris, est un peintre et sculpteur français.

## Biographie
En 1966, il est diplômé de l'École nationale supérieure des arts appliqués et des métiers d'art. Il fait son service militaire au Bataillon de Joinville, il est membre de l'équipe de France de Voile et prépare, en 1968, les jeux olympiques de Mexico. En 1969, il intègre l'atelier d'Étienne Martin à l'École Nationale Supérieure des Beaux Arts.
En 1970, il réalise l'affiche en plastique thermoformée "Plastique et Art contemporain" qui avait pris place dans l'exposition Europlastiques-Eurocaoutchou" (juin 1970 organisée par Marc Gaillard). Il rencontre Pierre Cardin pour lequel il crée le sigle de l'Espace Pierre Cardin et réalise, à partir de ce sigle, plusieurs meubles-sculptures (un secrétaire, une chaise et plusieurs commodes). Ces meubles-sculptures trouvent aujourd'hui un vif intérêt.
François Cante-Pacos est d'abord un sculpteur. En 1972, au salon de la jeune sculpture, il obtient le prix de la Jeune sculpture pour "Zip déshabillez-moi", sculpture en polyester laque" blanc H.2 X L.1, 2 m (achetée par le fond d'acquisition du Musée d'Art Moderne de la ville de Paris). Il réalise plus d'une vingtaine d'œuvres monumentales : sculpture au pied de l'Hôtel de Bordeaux Métropole, sculpture sur la façade de la tour H.M.C à La Défense, plusieurs sculptures pour le siège de Spie Batignolles Société parisienne pour l'industrie électrique à Cergy-Pontoise, sculpture en hommage à Michel Crépeau sur le port de La Rochelle. Ses œuvres disent la puissance des blocs massifs pesant jusqu’à 6 tonnes et l’équilibre des assemblages subtils.
Dans les années 1986, la peinture prend une place importante dans son parcours artistique. Sa première exposition de peinture à la galerie Carlhian est un hommage à son père, Jean-André Cante, peintre, décédé quelques mois auparavant. L'épais matiérisme de sa peinture induit, a contrario, une sensation de fragilité. C'est un patient et complexe processus d'élaboration qui insuffle à des formes une vibration marine, une ondulation porteuse d'incertitude. Par collage et marouflage, il élabore une création construite avec une grande rigueur. Quelques fragments de matières fatiguées, ajoutent leur symbolique à ce palimpseste.
Récemment, ses meubles-sculptures des années 1970 retrouvent un vif intérêt (exposition au Paris Art Design, galerie Gastou 2018)

## Principales sculptures
- 1972 "Zip déshabillez-moi", Prix de la Jeune Sculpture, acquisition du Musée d'Art Moderne de Paris
- 1972 "Sculpture Girouette", commande publique du collège de Pierre Benite, Lyon
- 1978 Sculpture en bronze, au pied de la "Communauté Urbaine de Bordeaux", au pied de l'hôtel de "Bordeaux Métropole"
- 1982 Sculpture sur la façade de la tour H.M.C à La Défense, architecte, Jean Willerval
- 1983 Sculpture "Nénuphar" en Bronze, I.N.S.E.E de Bordeaux
- 1985 Sculpture "Caillou-Paysage" en béton granité, du lycée hôtelier de La Rochelle
- 1987 Sculpture en bronze pour le siège de S.P.I.E. Batignolles à Cergy-Pontoise
- 1991 Portique en pierre pour la C.O.G.E.D.I.M.à Suresnes
- 1993 Aménagement paysager au Futuroscope de Poitiers
- 1995 Sculpture en granit, lycée de Chelles, Seine et Marne
- 1997 Sculpture-Fontaine "François Mitterrand", Maubourguet, Hautes Pyrénées
- 2010 Sculpture en bronze, Hommage à Michel Crépeau, port de La Rochelle

## Principales expositions collectives
- 1973 "Modern French Sculpture", exposition itinérante en Australie, Mexique, Colombie,
- 1987 Galerie Carlhian
- 1991 "Divergence", Bratislava et Prague
- 1994 "Du mur de l'Atlantique au mur de Berlin", musée maritime de l'ile de Tati hou, conseil régional de Basse-Normandie, abbaye aux Dames, Caen, musée des beaux arts de Saint Lô
- 1995 "La collection Eva et Denys", musée d'art et d'histoire de la ville de Meudon
- 1996 "La lisère du trouble", musée Ingres, Montauban
- 2016 "Exposition 36/36, Assemblée Nationale

## Principales expositions personnelles
- 1972 Galerie La Pochade - Alain Digart, Paris
- 1989 Galerie Carlhian
- 1992 F.I.A.C. avec la Galerie Carlhian
- 1992 Poitiers et La Rochelle, avec le concours des ministères de la Culture et de l'Éducation Nationale
- 1997 : Galerie Château Bussière, Mâcon
- 1997/98 : Galerie Arrêt sur image, Bordeaux
- 1998 : Galerie du Musée de Saarelouis (Allemagne)
- 1999 à ce jour : Galerie Protée, Paris
- 2001 : Galerie Horizon, Marseille
- 2002 : Galerie Le Loustérol, Entrecasteaux, Var
- 2004 Musée de Chartre
- 2018 "Paris Art Design", avec la galerie Gastou : Meubles-Sculptures réalisés dans les années 1970.
- 2019 : Galerie Thierry Bertrand, Ars en ré

## Livre d' Artiste
"A fleurs d'iles", avec Jean Glavany, Montreuil, France, Editions Gourcuff Gradenigo, 2009, 50p.  (ISBN 978-2-35340-058-4)

## Lieux de Culte
- 1995 Autel en bronze poli, Église Saint Martin, 33290 Blanquefort
- 1997 Autel en marbre blanc, Église Notre-Dame-d'Espérance de Paris, 47, rue de la Roquette, 75011 Paris

## Prix
- 1972 Prix de la Jeune Sculpture
- 2001 XXXVe Prix International d'Art contemporain de Monte-Carlo

## Symposii
- 1974 Symposium de Saint Quentin, Yvelines
- 1976 Symposium de Lindau, Allemagne